# Ornithogalum cernuum
Ornithogalum cernuum är en sparrisväxtart som beskrevs av John Gilbert Baker. Ornithogalum cernuum ingår i släktet stjärnlökar, och familjen sparrisväxter. Inga underarter finns listade i Catalogue of Life.